# Lee Na-eun
Lee Na-eun (hangul: 이나은, hanja: 李娜恩, RR: I Na-eun), más conocida como Naeun, es una cantante, actriz y MC surcoreana. Es miembro del grupo musical April.

## Biografía
Asistió a la Escuela de Artes Escénicas de Seúl.

## Carrera
Es miembro de la agencia DSP Media.

### Música
El 9 de febrero de 2015 Naeun fue introducida como uno de los miembros del grupo musical April.
Más tarde el 24 de agosto del mismo año debutó con el grupo junto a Chaekyung, Chaewon, Yena, Rachel y Jinsol.

### Televisión
El 1 de julio de 2018 se unió al elenco de la popular serie web A-TEEN donde interpretó a Kim Ha-na, una estudiante de secundaria que admira a su compañera de clases Do Ha-na (Shin Ye-eun), hasta el final de la primera temporada el 16 de septiembre del mismo año. 
El 25 de abril de 2019 se unió al elenco de la segunda temporada de la serie web A-TEEN 2 donde dio vida nuevamente a Kim Ha-na, hasta el final el 27 de junio del mismo año.
El 9 de agosto del mismo año se unió al elenco principal de la serie Hip Hop King - Nassna Street donde interpreta a Song Ha-jin.
El 8 de septiembre del mismo año realizó una aparición especial durante el primer episodio de la serie web I Have a Secret (también conocida como "Met You Again") donde dio vida por tercera vez a Kim Ha-na. La serie es el spin-off de la exitosa serie web A-TEEN".
En octubre del mismo año se unió al elenco de la serie Extraordinary You (también conocida como "A Day Found by Chance") donde interpretó a Yeo Joo-da, una estudiante que proviene de una familia pobre, pero que es optimista y tiene un corazón amable, hasta el final de la serie el 21 de noviembre del mismo año.
En abril de 2021 se anunció que se uniría al elenco del drama Model Taxi (también conocida como "Deluxe Taxi") donde daría vida a Go-eun. Sin embargo el 7 de marzo el canal SBS anunció que habían decidido reemplazarla debido al reciente escándalo de intimidación y abuso escolar en el que estaba envuelta.

## Filmografía

### Series de televisión
| Año  | Título                       | Personaje            | Notas                        | Ref.          |
| ---- | ---------------------------- | -------------------- | ---------------------------- | ------------- |
| 2017 | My Father is Strange         | Personal del Drama   | Cameo                        |               |
| 2018 | A-TEEN                       | Kim Ha-na            | Serie web, 24 episodios      |               |
| 2019 | A-TEEN 2                     | Kim Ha-na            | Serie web, 20 episodios      | [ 15 ]        |
| 2019 | Hip Hop King - Nassna Street | Song Ha-jin          | 6 episodios                  |               |
| 2019 | I Have a Secret              | Kim Ha-na            | Serie web, episodio 1        |               |
| 2019 | Extraordinary You            | Yeo Joo-da           | 32 episodios                 |               |
| 2020 | Twenty-Twenty                | Kim Ha-na            | Serie web, episodio 1        |               |
| 2024 | Chaebol X Detective          | Mujer famosa         | Aparición especial, ep. 9-10 | [ 16 ]        |
| 2024 | Crash                        | Víctima de accidente | Aparición especial           | [ 17 ]        |
| 2025 | The Defects                  | So-mi                |                              | [ 18 ] [ 19 ] |

### Programas de variedades

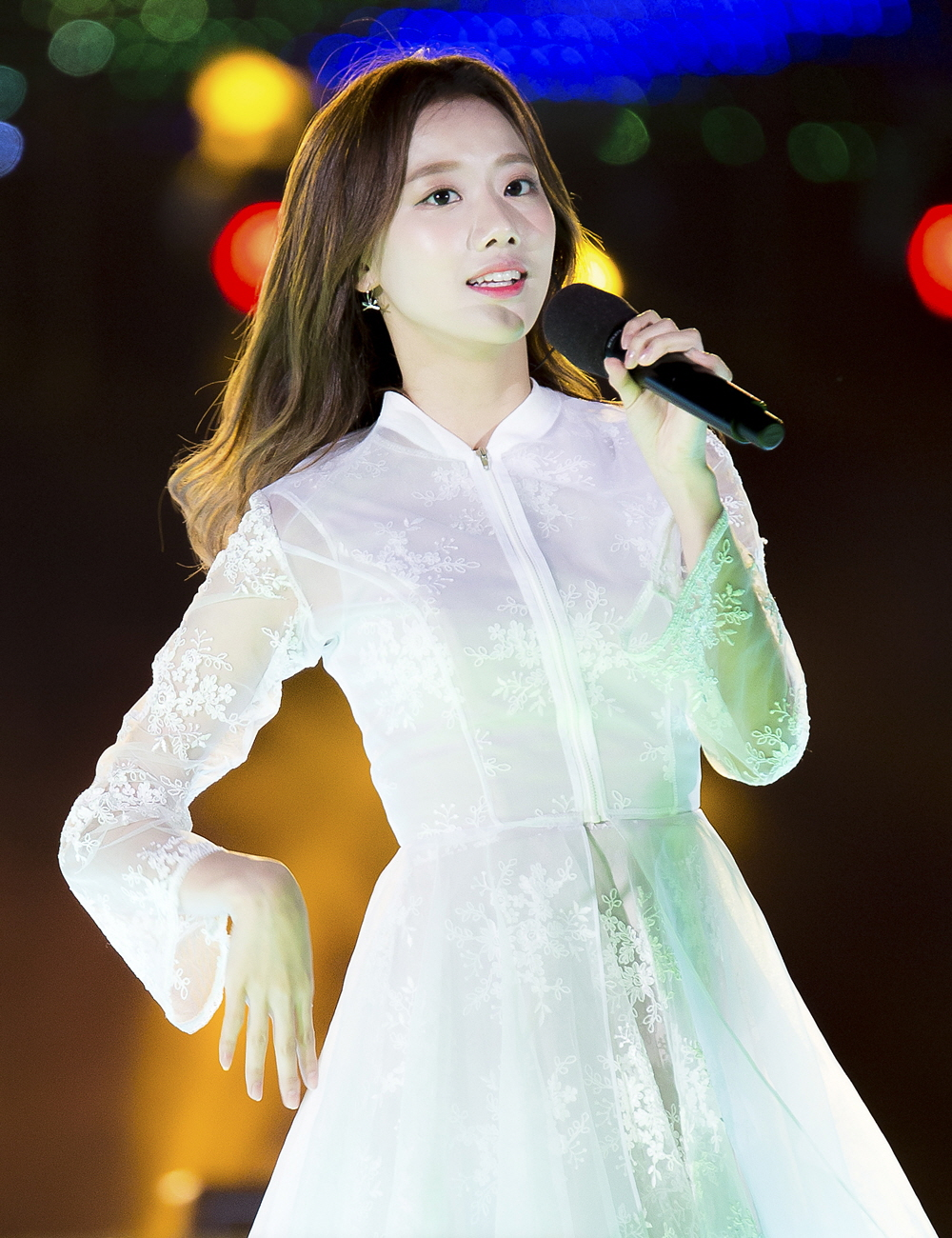
Naeun en abril del 2017.

| Año        | Programa                       | Notas                                                       |
| ---------- | ------------------------------ | ----------------------------------------------------------- |
| 2020       | Knowing Bros (Ask Us Anything) | junto a Chaekyung - invitada                                |
| 2020       | King of Mask Singer            | (Ep. #235-236) - participó como "Lemon"                     |
| 2020       | Running Man                    | (Ep. #493) - invitada                                       |
| 2019       | Amazing Saturday               | (Ep. #62) - invitada                                        |
| 2018       | Happy Together                 | (Ep. #12) - invitada                                        |
| 2018       | A Song For You 5               | invitada - junto a Chaekyung, Chaewon y Rachel              |
| 2017       | Modulove                       | miembro                                                     |
| 2016, 2017 | After School Club              | (ep. #212, 247, 270, 285) - junto a April                   |
| 2015, 2018 | Weekly Idol                    | invitada - (ep. #350) invitada - (ep. #215) - junto a April |

### Programas de realidad
| Año  | Programa                     | Notas         |
| ---- | ---------------------------- | ------------- |
| 2015 | April's On Airpril: Season 1 | junto a April |
| 2019 | April's On Airpril: Season 2 | junto a April |

### Presentadora
| Año                                           | Programa | Notas                                       |
| --------------------------------------------- | -------- | ------------------------------------------- |
| 20 de octubre de 2019 - 28 de febrero de 2021 | Inkigayo | co-presentadora - junto a Minhyuk y Jaehyun |

### Eventos
| Año  | Evento                                                 | Notas                   |
| ---- | ------------------------------------------------------ | ----------------------- |
| 2018 | 2018 Idol Star Athletics Championships Chuseok Special | participó junto a April |

### Aparición en videos musicales
| Año  | Artistas / Grupo           | Canción                | Notas                             |
| ---- | -------------------------- | ---------------------- | --------------------------------- |
| 2019 | Kim Jae-hwan & Stella Jang | "Vacance in September" | junto a Bae Hyun-sung y Yang Pang |
| 2014 | GOT7                       | "Stop Stop It"         |                                   |

### Anuncios
| Año | Título                  | Notas                                            |
| --- | ----------------------- | ------------------------------------------------ |
| -   | SK Telecom: O Teen Week | junto a Shin Ye-eun, Shin Seung-ho y Ryu Ui-hyun |

## Discografía

### Singles
| Año  | Canción                | Álbum                                      | Notas          |
| ---- | ---------------------- | ------------------------------------------ | -------------- |
| 2018 | Stars In The Night Sky | OST para "Switch" (스위치 – 세상을 바꿔라) | junto a Jinsol |

## Premios y nominaciones
| Año  | Categoría                 | Premio                       | Trabajo           | Resultado |
| ---- | ------------------------- | ---------------------------- | ----------------- | --------- |
| 2020 | Best Idol Actress         | 18th Brand of the Year Award | Extraordinary You | Ganó      |
| 2019 | Best New Actress          | MBC Drama Award              | Extraordinary You | Nominada  |
| 2019 | Favorite Web Series Actor | V Live Heartbeat Award       | A-TEEN 2          | Ganó      |
| 2019 | Best Idol Actress         | 17th Brand of the Year Award | A-TEEN            | Ganó      |